# Alfred Gilbert (beeldhouwer)

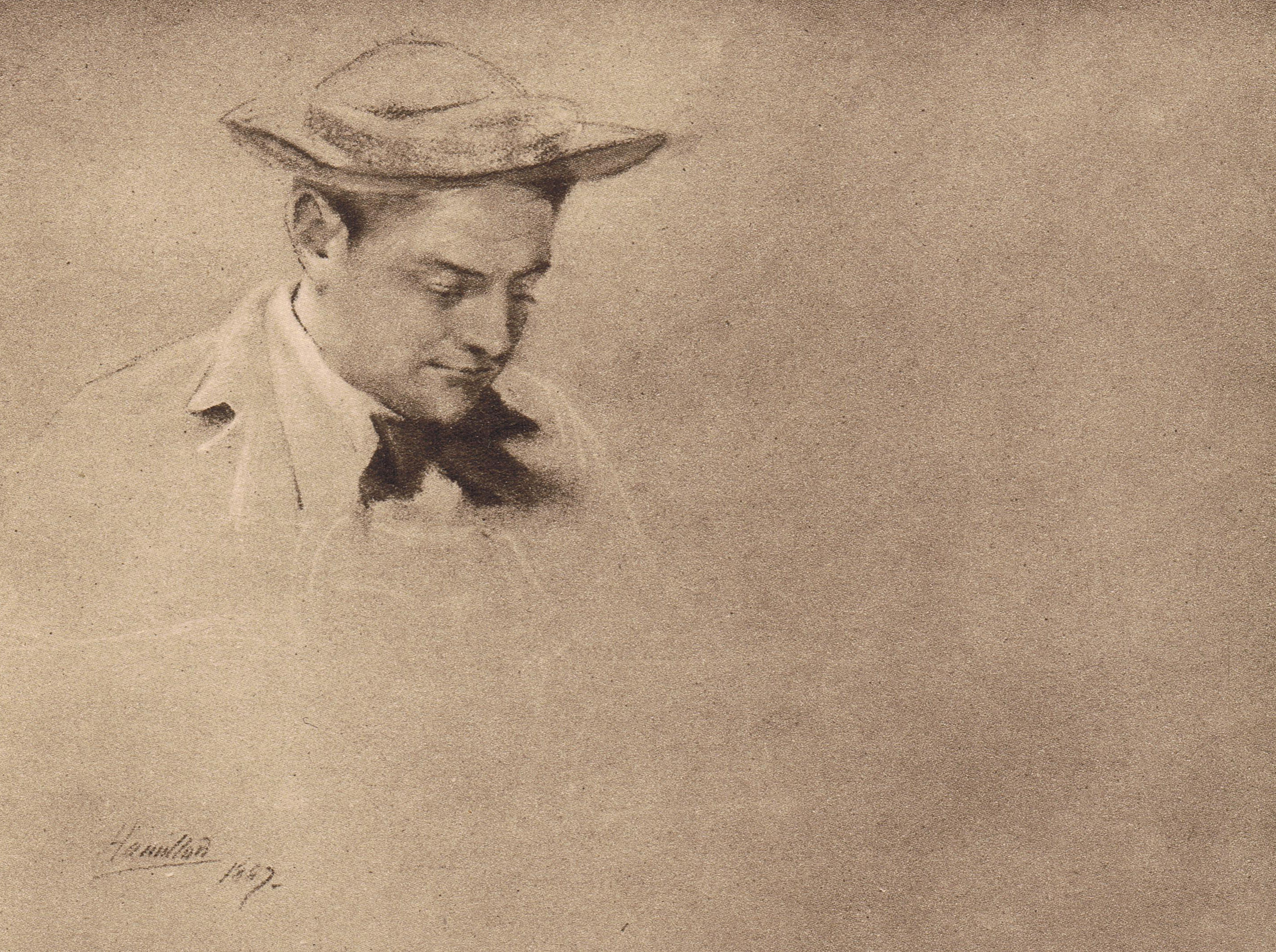
Portret van de jonge Alfred Gilbert in 1867

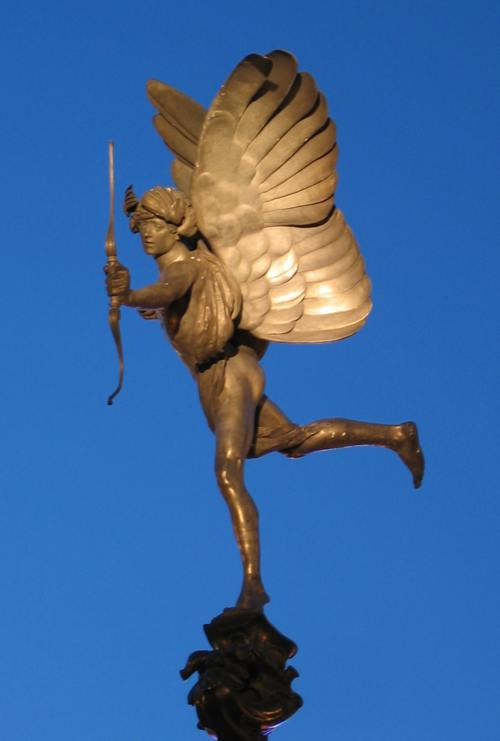
Anteros boven op het Shaftesbury Memorial in Piccadilly Circus

Sir Alfred Gilbert (Londen, 12 augustus 1854 - 4 november 1934) was een Britse beeldhouwer en goudsmid. Hij behoorde tot de 'New Sculpture'-beweging, die een nieuw dynamisme gaf aan de beeldhouwkunst op het einde van de negentiende eeuw.

## Levensloop
Alfred Gilbert was de zoon van Alfred Gilbert en Charlotte Cole, beiden musici in Londen. Hij liep school in Aldenham School, Hertfordshire. Zijn artistieke opleiding kreeg hij in Parijs aan de École des Beaux-Arts, bij Jules Cavelier. Hij vervolgde zijn studies in Rome en Florence waar hij de blijvende invloed van de Renaissance onderging.
Op 3 januari 1876 trouwde hij met zijn nicht Alice Jane Gilbert (1847–1916), met wie hij naar Parijs was gevlucht. Ze kregen vijf kinderen. Toen hij in 1900 bankroet ging, vluchtte hij naar Brugge met zijn vrouw en hun zoon Georges. In 1908 zou ze, geestesziek geworden, naar Engeland terugkeren en er tot aan haar dood verpleegd worden in psychiatrische instellingen. Het kwam niet tot een scheiding maar ze woonden nooit meer onder hetzelfde dak. Gilbert woonde een aantal jaren in een groot huis met atelier in de Witteleertouwersstraat. Hij had ook een tijdlang een atelier in de Hoogstraat, waar hij leerlingen opleidde.
Tijdens de Eerste Wereldoorlog woonde hij ondergedoken in een woning in de Langestraat, op een paar honderd meter van de kazernes waar de Duitse troepenmacht verbleef. Er is steeds gesuggereerd geweest dat hij, via het Britse koningshuis bescherming genoot vanwege de Duitse keizerlijke familie. In elk geval woonde hij samen met een uitgebreid gezin, wat een goede dekmantel betekende, onder meer bij de voedselaankoop.
Na de Eerste Wereldoorlog trouwde hij in 1919 met zijn Brugse huishoudster, Stephanie Debourgh (1862-1937), weduwe van Alphonse Qhaghebeur (1863-1903). Ze hadden vanaf 1907 samen gewoond, en ook zes van haar zeven kinderen woonden bij hen, de ganse oorlog door. Na de oorlog woonden ze achtereenvolgens in de Molenmeers en de Walweinstraat. Toen hij op verzoek van het koningshuis in 1926 naar Londen terugkeerde, bleef Stephanie met haar kinderen in Brugge wonen. Zowel hij als zij reisden over en weer tussen Brugge en Londen, voor korte of langere bezoeken. Hij werd pas in 1930 uit de Brugse bevolkingsboeken geschrapt.

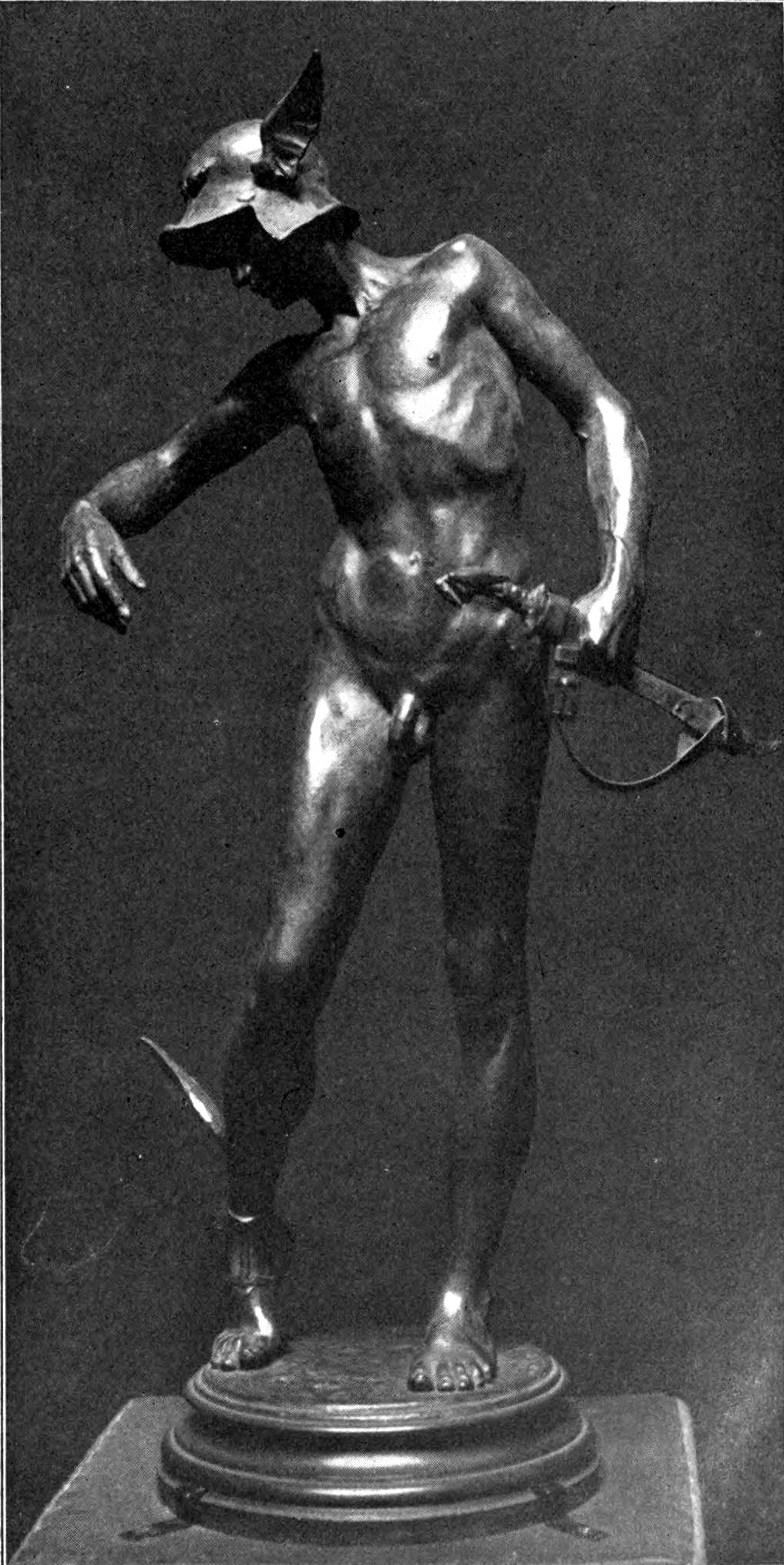
Beeldje van Perseus

## Werk

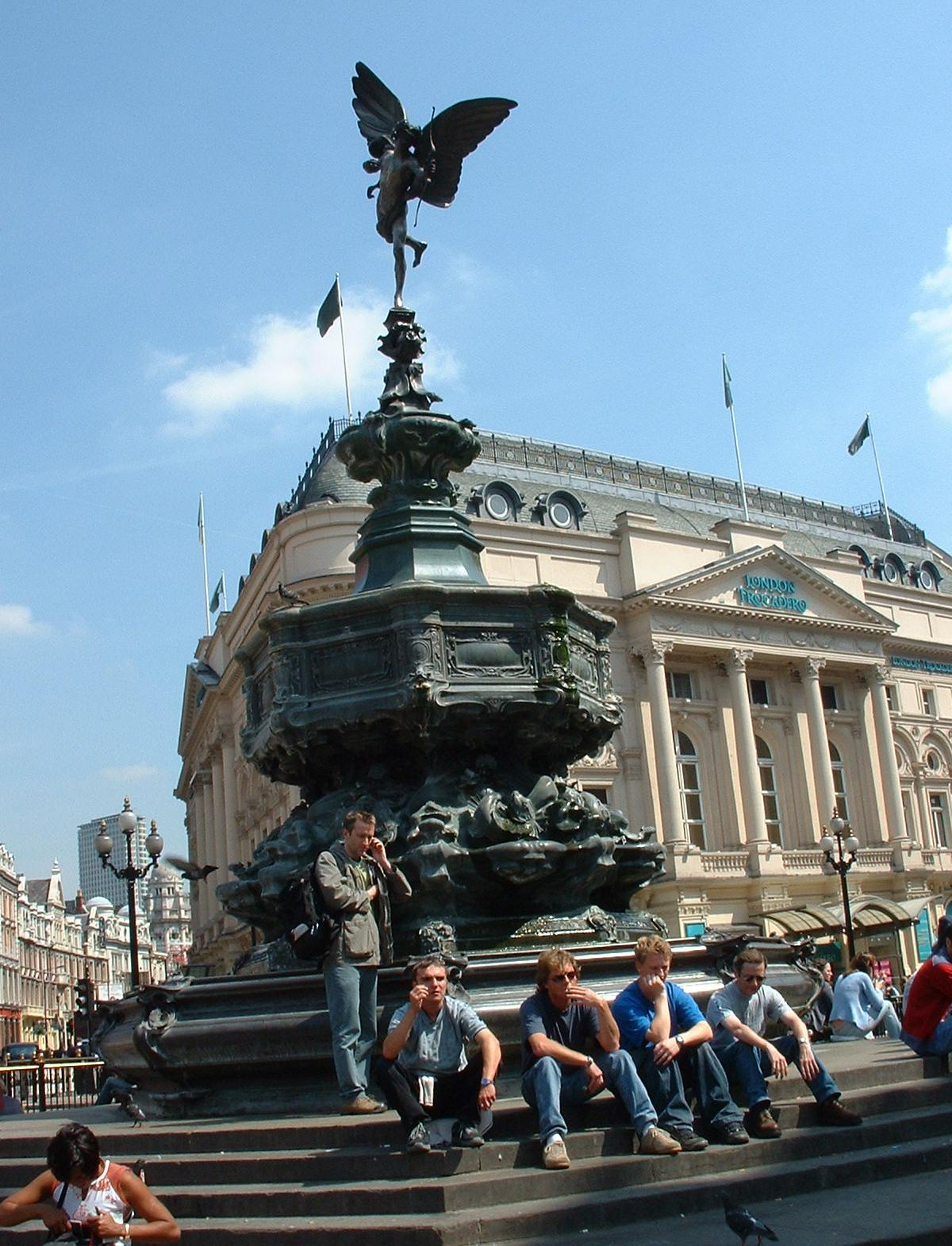
Piccadilly Circus memorial fountain

Bij Gilberts eerste werk behoorden een Moeder en kind, de Overwinningskus en Perseus Arming (1883). Hij had hiermee heel wat succes. Lord Leighton bestelde een Icarus die in 1884 in de Royal Academy werd geëxposeerd, samen met een opmerkelijke studie van een hoofd. Hij maakte vervolgens The Enchanted Chair en ander werk dat echter door de kunstenaar als onvoldoende waardevol werd bestempeld en vernield.
In 1888 maakte hij een standbeeld van koningin Victoria, dat in Winchester werd opgericht. Men bestempelde het algemeen als een merkwaardig werk. In 1892-1893 werkte hij aan de Shaftesbury Memorial Fountain, in Piccadilly Circus. Boven op de fontein plaatste hij een standbeeld van Anteros, de 'Engel van christelijke naastenliefde', beter bekend als het beeld van Eros. Het was een van de eerste beelden in aluminium. Hij produceerde verder een standbeeld van Lord Reay in Bombay en van John Howard in Bedford (1898). Hij bereikte het toppunt van zijn artistieke kunnen in het Praalgraf voor de hertog van Clarence, het Memorial Candelabrum voor Lord Arthur Russell en het Memorial Font voor de zoon van de Vierde markies van Bath.
Gilbert maakte verder ook nog borstbeelden van Cyril Flower, John R. Clayton, G. F. Watts, Sir Henry Tate, Sir George Birdwood, Sir Richard Owen, Sir George Grove en andere.
Het was nochtans met zijn juwelen dat hij voorgoed zijn reputatie vestigde. Zijn onder meer bekend gebleven: de burgemeestersketen voor Preston, het tafelstuk voor koningin Victoria, de 'Victory'-beeldjes voor het Winchestermonument, en verder ook kleinere objecten zoals zegels en sleutels.
Gilbert werd geassocieerd lid van de Royal Academy in 1887, lid in 1892 (ontslag in 1909), en professor beeldhouwkunst in 1900. In 1889 won hij de Grand Prix in de Internationale Tentoonstelling in Parijs. In 1897 werd hij lid van de Victorian Order, hetgeen een opname in de Engelse adelstand betekende.
In 1926 keerde hij naar Engeland terug. Hij maakte er het werk af aan het Memoriaal voor de hertog van Clarence, dat hij onafgewerkt had achtergelaten.

## Beroemd werk

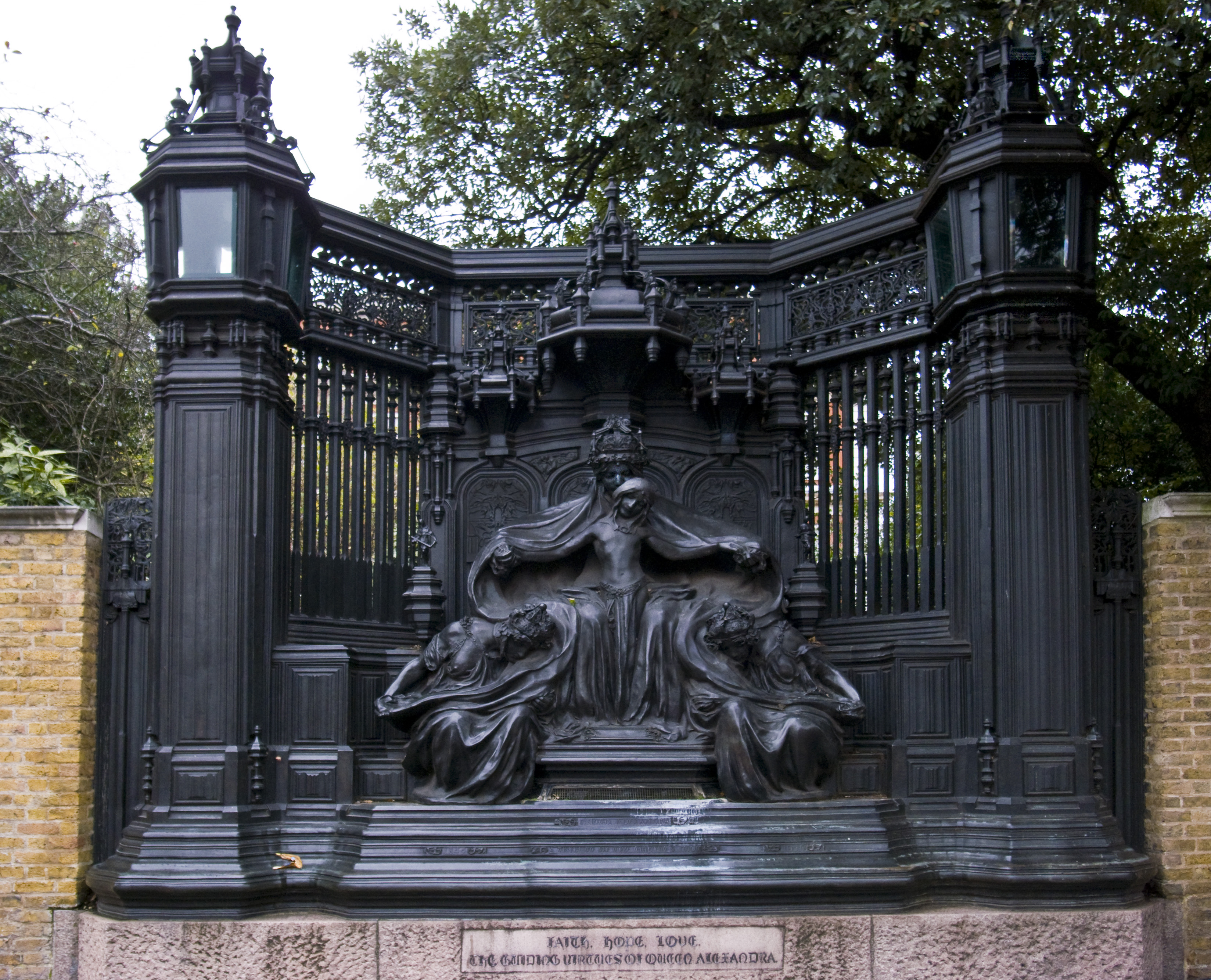
Queen Alexandra Memorial, rechtover St. James's Palace

- Shaftesbury Memorial, beter bekend als het Erosbeeldje in Piccadilly Circus
- Het graf van Albert Victor, hertog van Clarence in St George's Chapel in het kasteel van Windsor
- Queen Alexandra Memorial, Marlborough Gate, Londen